# غيرترود سي. باسي
غيرترود كارمان (بالإنجليزية: Gertrude C. Bussey)‏ باسي (13 يناير 1888 -12 مارس 1961)، فيلسوفة أكاديمية أمريكية وناشطة في مجال حقوق المرأة والحريات المدنية والسلام.

## التعليم والمهنة الأكاديمية
التحقت غيرترود باسي أولًا بكلية بارنارد قبل التخرج بدرجة بكالوريوس في الآداب عام 1908 في كلية ويليسلي. عملت على زيادة تحصيلها العلمي في جامعة أكسفورد خلال 1912-1914 بعد دراساتها العليا في جامعة كولومبيا في 1908-1909 وتجربتها التعليمية كمدرّسة في إحدى مدارس برونكسفيل الخاصة. ذهبت بعدها إلى جامعة نورث وسترن وغدت أول طالبة تحصل على درجة الدكتوراه في الفلسفة في عام 1915. في العام نفسه، عُيّنت د. باسي مرشدةً في قسم الفلسفة في كلية غاوشر، وترقّت لتصبح أستاذة جامعية متفرغة في عام 1921، ومن ثمّ رئيسةً لقسم الفلسفة في عام 1924، وهو منصب شغلته حتى تقاعدها في عام 1953. حصلت على دكتوراه فخرية في الآداب الإنسانية (إل إتش دي) من الكلية في عام 1954.
في عام 1912، أنتجت شركة أوبن كورت للنشر نسخةً فرنسية/إنجليزية من كتاب الإنسان الآلة لجوليان جان أوفري دو لا ميتري استندت إلى ترجمة باسي (راجعتها ماري ويتون كالكينز بمساعدة إم. كاريت وخورخي سانتايانا) وتضمنت ملاحظات فلسفية وتاريخية موجزة اقتُبست من أطروحة قدمتها باسي في كلية ويليسلي تمحورت حول لا ميتري. أعيدت طباعتها في عامي 1927 و1943. مثّل هذا العمل الترجمة الإنجليزية الوحيدة المتاحة لمؤلفات لا ميتري منذ عام 1750 ولم تتوفر ترجمة إنجليزية أحدث حتى عام 1994. نُشرت أطروحة الدكتوراه خاصّتها بعنوان «المفاهيم النموذجية المعاصرة للحرية» في عام 1917، والتي سبق أن نُشرت فصول منها في دوريتي ذا فيلوسوفيكال ريفيو وذا مونسيت. يُذكر أيضًا إعادة نشرها في عام 1990. ناقشت فيها العديد من المفاهيم الطبيعية المعاصرة في الحرية والحتمية المتعلقة بقضية الإرادة الحرة، مسلطة الضوء على شخصيات عدّة، مثل إرنست هيكل، وويليام جيمس، وهنري برجسون، وبرنارد بوزانكيت. تمحورت مقالات باسي اللاحقة حول الدين.

## نشاطها
«أولت الدكتورة باسي خلال حياتها اهتمامًا بالعدالة الاقتصادية والاجتماعية والسلام، وقبل كل شيء، الحرية» وانخرطت في العديد من القضايا الاجتماعية والسياسية التقدمية. كانت -مع إليزابيث جيلمان- مؤسسةً مشاركةً وزعيمة لجنة الحريات المدنية في ماريلاند، والتي تأسست في عام 1921 في ظل اعتقالات العمال المهاجرين وترحيلهم، وأصبحت لاحقًا فرعًا للاتحاد الأمريكي للحريات المدنية. انخرطت أيضًا في منظمات عدّة، مثل منتدى بالتيمور المفتوح، ورابطة المستهلكين في ماريلاند، وجمعية الشبان المسيحيين (واي إم سّي إيه) في بالتيمور، والرابطة الكنسية للديمقراطية الصناعية.
على أي حال، «اشتهرت باسي بعملها مع الرابطة النسائية الدولية للسلام والحرية» (دبليو آي إل بّي إف). تُعتبر من أعضاء الرابطة الأصليين في فرع بالتيمور وكان من المقرر أن تغدو رئيسةً لها. سافرت بالنيابة عن دبليو أي إل بّي إف إلى الغرب الأوسط لإلقاء محاضرات حول العلاقة بين التعليم والحرب والسلام. ذكرت باسي في محاضرة لها في هاجرستاون، ماريلند، عام 1935: «يتحتم علينا أن نسعى جاهدين إلى حل المشاكل الاقتصادية والسياسية التي تدفع الدول المعاصرة إلى الحرب»، وأن «العالم يخوض الآن سباقًا بين التعليم والموت»، موضحة عبر اقتباس لميتشل كيه. هال: «إن التعليم هو حلّ الحرب ولا يمكن تحقيق السلام الدائم إلا بامتلاك الأفراد المعرفة التي تخولهم رؤية بدائل الحرب».